# Bougnon
Bougnon är en kommun i departementet Haute-Saône i regionen Bourgogne-Franche-Comté i östra Frankrike. Kommunen ligger i kantonen Port-sur-Saône som tillhör arrondissementet Vesoul. År 2022 hade Bougnon 501 invånare.

## Befolkningsutveckling
Antalet invånare i kommunen Bougnon
| Referens: INSEE |